# Muirhead
Muirhead är en ort i Storbritannien.   Den ligger i kommunen Angus och riksdelen Skottland, i den norra delen av landet, 600 km norr om huvudstaden London. Muirhead ligger 125 meter över havet och antalet invånare är 1 542.
Terrängen runt Muirhead är platt söderut, men norrut är den kuperad. Terrängen runt Muirhead sluttar söderut.  Närmaste större samhälle är Dundee, 6,6 km sydost om Muirhead. Trakten runt Muirhead består till största delen av jordbruksmark.